# Costumbrismo

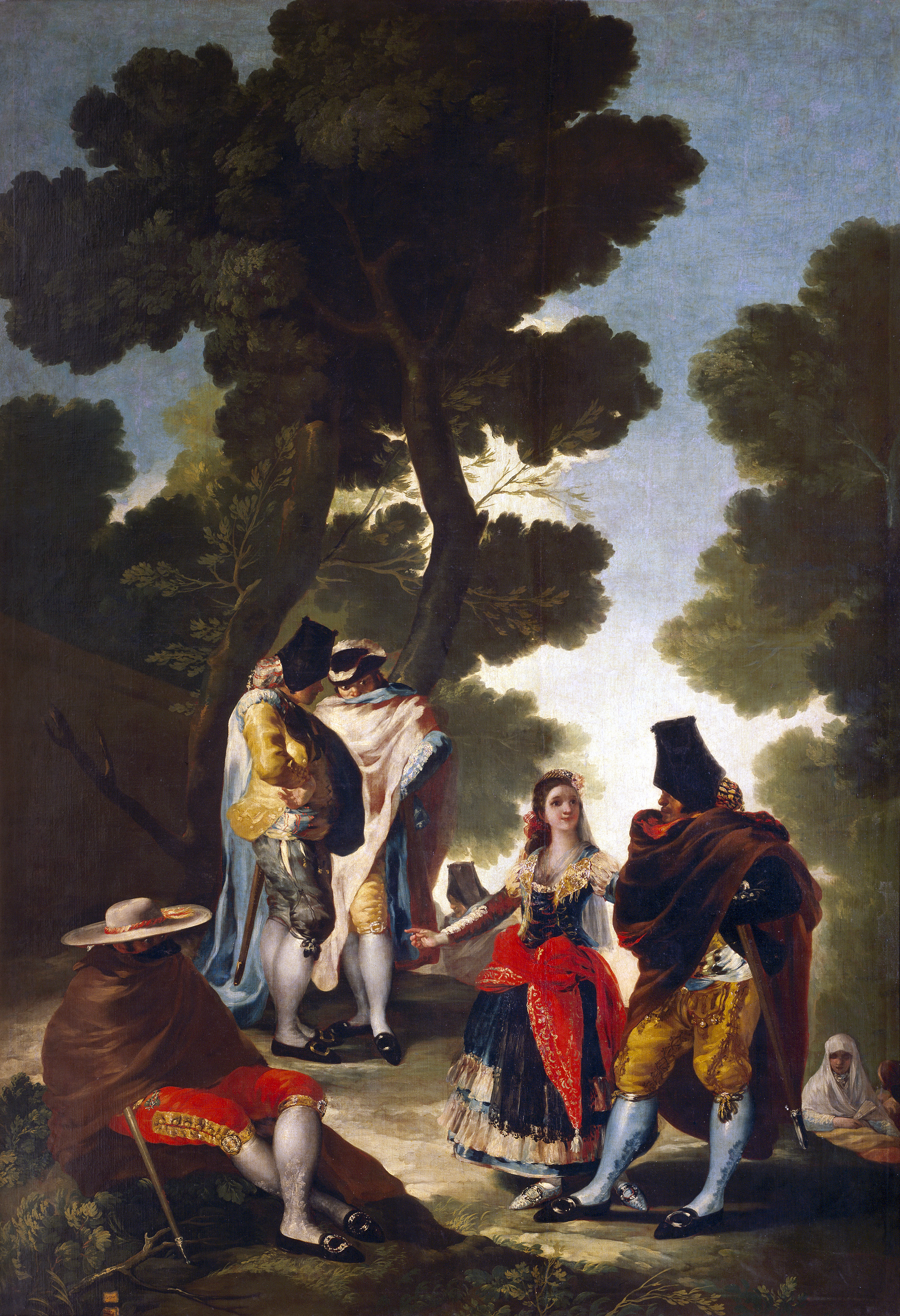
El paseo de Andalucía o La maja y los embozados, obra pintada por Goya en 1777, dentro de la serie costumbrista de los cartones para tapices.

El costumbrismo es una tendencia o movimiento artístico que refleja los usos y costumbres de la sociedad, referidos a una región o país concreto y al conjunto de su folclore tradicional. Tuvo un especial desarrollo a partir de las tesis estéticas del Romanticismo y muy diversa manifestación en la literatura y la pintura del siglo xix. Especialmente asociado a España y lo español, y ya en el marco de la pintura del periodo isabelino. Enrique Lafuente Ferrari lo definió como «corriente que cultiva ciertos aspectos en la observación de la realidad nacional... sentida como pintoresca».

## Modelos y precedentes
«Pintura exacta de la vida civil y de las costumbres españolas.»
Ramón de la Cruz

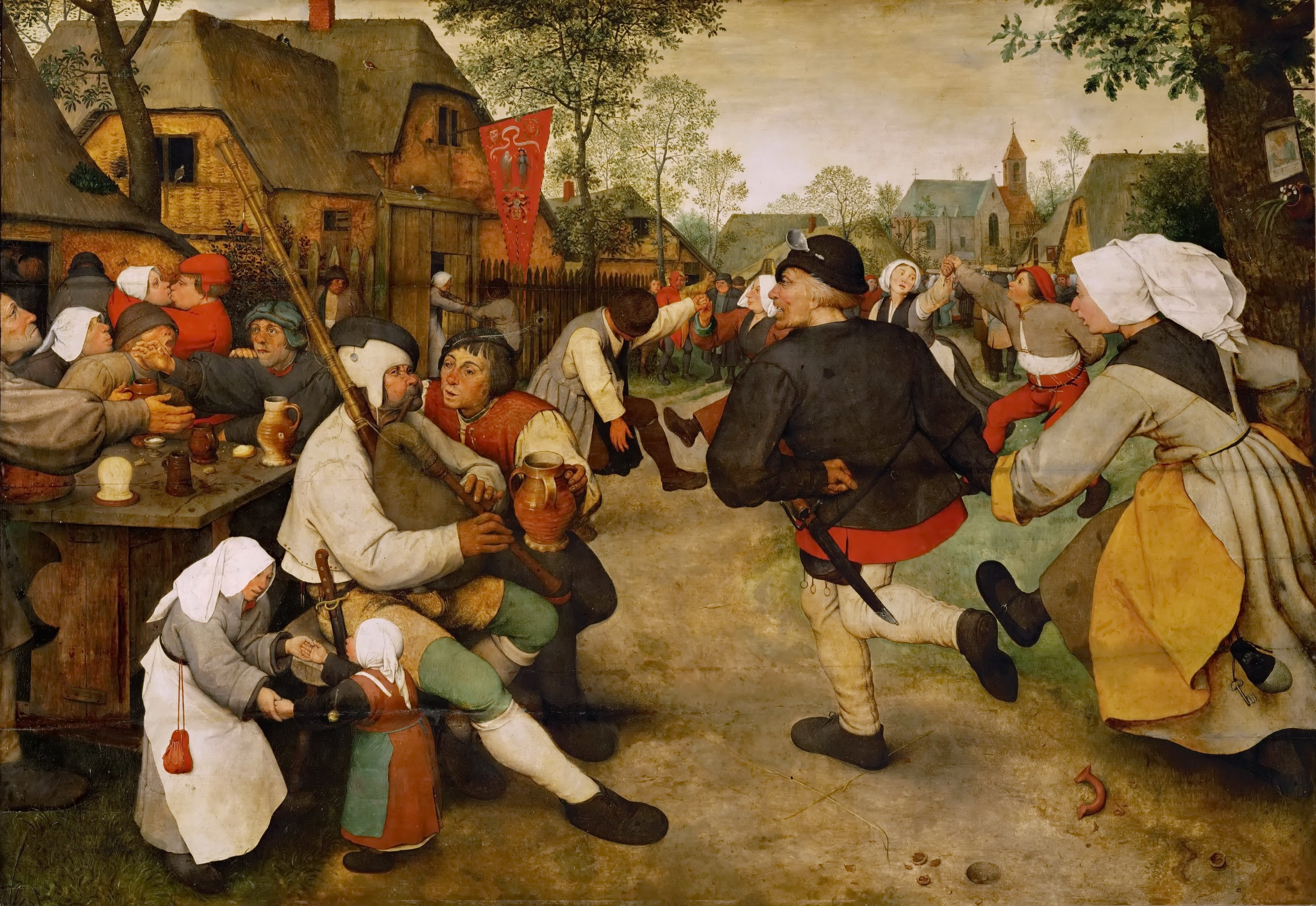
La Danza campesina obra de Pieter Bruegel el Viejo pintada hacia 1568 en el marco de la posteriormente denominada pintura de género, pudo servir de modelo al costumbrismo pictórico de trasunto romántico a partir del siglo.

El término costumbrismo aparece a partir del siglo XIX, asociado al «mito romántico», y evoluciona en la literatura y diversos medios artísticos, debatiéndose entre la recuperación del tesoro etnográfico (tradiciones y folclore), la amenaza de la Revolución Industrial y el éxodo del campo a la ciudad, y el emergente poder adquisitivo de la clase burguesa. En la literatura costumbrista, ese proceso parte de un ejercicio de estilo que tiene mucho de juego, frente a las propuestas científicas que sobre el mismo campo cultural hacen el historiador, el sociólogo o el etnógrafo.
A partir de estos postulados, los estudios relacionados con el costumbrismo decimonónico, en la línea de la tradicional pintura de género centroeuropea (en esencia, de los Países Bajos), concluyen que el nuevo subgénero se aparta del Realismo, más analítico y crítico, para ofrecer un retrato colorista.
En España el precedente más rico e influyente se encuentra en la obra de Francisco de Goya, con un escaparate singular en el conjunto de los cartones para tapices como punto de partida para la escuela romántica madrileña. El otro foco, más pintoresco, será la escuela romántica sevillana, desinhibida del general empeño por "rebelarse contras los mitos", y manifestada como afirmación castiza. Así lo presentaba "El Solitario" en sus Escenas andaluzas (1846):

Antes de maldecirme o dejarme al lado, que es mucho peor, pásate y da un bureo por Triana de Sevilla, Mercadillo de Ronda, Percheles de Málaga, Campillo de Granada, barrios bajos de Madrid, el de la Viña de Cádiz, Santa Marina de Córdoba, murallas de Cartagena, Rochapea de Pamplona, San Pablo de Zaragoza, y otras más partes en donde vive y reina España, sin mezcla ni encruzamiento de herejía alguna extranjera.
Serafín Estébanez Calderón

## Literatura costumbrista en Europa

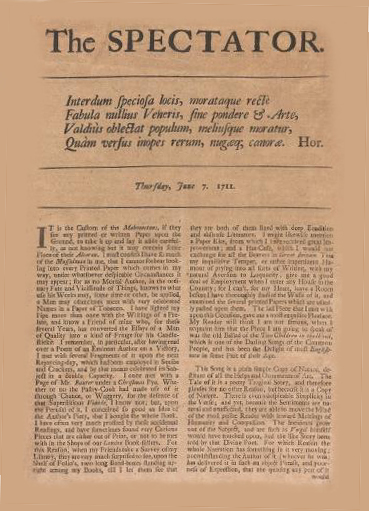
The Spectator, publicada por Joseph Addison y Richard Steele en Inglaterra entre 1711-1712. En ella apareció el personaje ficticio "sir Roger de Coverley", gentilhombre de la reina Ana Estuardo, considerado "más digno de afecto que de aprecio".

Larra sitúa el origen de la moderna literatura de costumbres en Inglaterra, ya en el umbral del siglo XVIII, con la publicación de The Spectator, efímera revista editada por Addison y Richard Steele, concebida como escaparate y semillero de lo que ellos mismos llamarían «Essay or sketch of manners» (escenas de costumbres).

No hubiera, pues, llegado nunca el género a entronizarse sino ayudado del gran movimiento literario que la perfección de las artes traía consigo: tales producciones no hubieran tenido oportunidad ni verdad, no contando con el auxilio de la rapidez de la publicación. Los periódicos fueron, pues, los que dieron la mano a los escritores de estos ligeros cuadros de costumbres, cuyo mérito principal debía de consistir en la gracia del estilo.
Mariano José de Larra

Otra punta de lanza de la gestación y luego difusión del “costumbrismo europeo” fue la nueva posibilidad de viajar, pasión romántica que generó el modelo literario descriptivo de los libros de viajes, más preocupado muchas veces por lo pintoresco y lo tópico, por la simple impresión o emoción, que por el análisis crítico o el estudio etnográfico.
Las traducciones de Pierre de Marivaux y los ensayos de Louis Sébastien Mercier facilitaron en Francia la obra costumbrista que autores como Étienne de Jouy (también citado por Mariano José de Larra), desarrollaron en la Gazette de France entre 1811 y 1817, o de Paul-Louis Courier.

## El costumbrismo en España

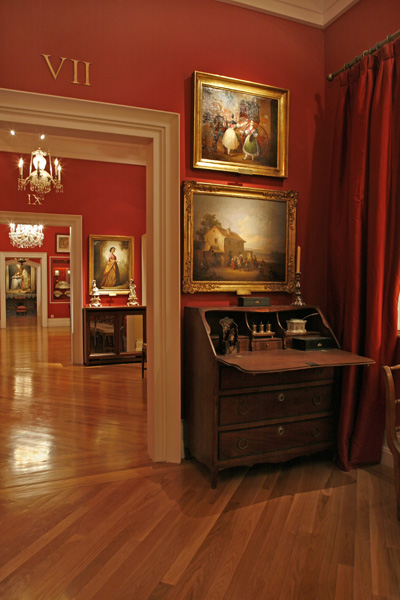
Salas dedicadas a los costumbristas andaluces en el Museo del Romanticismo de Madrid.

Los críticos y estudiosos del fenómeno adjudican a Mesonero Romanos la paternidad de término costumbrismo cuando lo incluye en la definición de la corriente periodístico-literaria desarrollada en el Madrid de la primera mitad del siglo XIX, de la que él mismo forma parte esencial. Lo describe Mesonero en el prólogo de su Panorama matritense: cuadros de costumbres de la capital observados y descritos por un curioso parlante (1835), como «pintura filosófica o festiva y satírica de las costumbres populares». Ampliando términos y conceptos parece que se refería al impulso nacido en los ambientes culturales de la capital de España en respuesta al cosmopolitismo y el afrancesamiento de la Ilustración, y a partir de una recuperación del casticismo, la identidad nacional y los valores tradicionales. En uno de los estudios más clásicos que se han dedicado al costumbrismo, José Fernández Montesinos sintetiza dichos términos y conceptos en la búsqueda de «la otredad del pasado reciente de España».
En un sentido muy amplio puede hablarse de precursores en anteriores siglos, en la selección temática, el estilo popular y el diseño barroco de algunas obras de Juan de Zabaleta o Francisco Santos o Antonio Liñán y Verdugo; pero hay que esperar al siglo XVIII para considerar como referentes algunos pasajes descriptivos de Sebastián Miñano o, ya más cerca del epicentro que menciona Mesonero, la obra del dramaturgo gaditano Juan Ignacio González del Castillo o la del padre del sainete Ramón de la Cruz.
El sevillano José María Blanco White escribió sus Cartas de España entre 1821 y 1822, encontrándose en Inglaterra. En ellas pueden encontrarse escenas folclóricas españolas. Sin embargo, no fueron traducidas y publicadas en español hasta 1972.
Las tertulias madrileñas promoverán un pequeño ejército de escritores, en cuyo estado mayor se encuentran Ramón de Mesonero Romanos, con el andalucista Serafín Estébanez Calderón a su derecha y Mariano José de Larra a la izquierda –con todo el simbolismo que marcan tales extremos–, y que constituyen la más exacta definición del costumbrismo literario. Muy pronto los editores se suman a la difusión y explotación del floreciente género costumbrista y se publican muy diversas obras colectivas (recopilaciones de artículos) en las que se reúnen tipos más o menos tópicos y profesiones más o menos populares. Así apareció, publicada en dos entregas (1843-1844) la popular Los españoles pintados por sí mismos, editada en Madrid por Ignacio Boix, y reimpresa en un solo volumen en 1851, ya dentro de la biblioteca. Al rebufo generado por su éxito, fueron apareciendo El álbum del bello sexo o las mujeres pintadas por sí mismas (1843), Los cubanos pintados por sí mismos (1852), Los mexicanos pintados por sí mismos (1854), Los valencianos pintados por sí mismos (1859), Las españolas pintadas por los españoles (1871-1872), Las mujeres españolas, portuguesas y americanas, en tres tomos (1872, 1873, 1876), Los españoles de hogaño (1872), y El álbum de Galicia. Tipos, costumbres y leyendas (1897). Un singular conjunto que representa la vertiente más superficial del género.
De ese conjunto de cuadros costumbristas se alimentará luego una parte importante de la novela del realismo español en autores como Fernán Caballero, José María de Pereda, Armando Palacio Valdés, reconocidos como post-costumbristas, y con pinceladas aisladas en la obra de Benito Pérez Galdós, Emilia Pardo Bazán y Juan Valera; y aún puede rastrearse en la obra naturalista de ámbito regional que Vicente Blasco Ibáñez ambientó en su tierra natal.

### En la pintura y el grabado

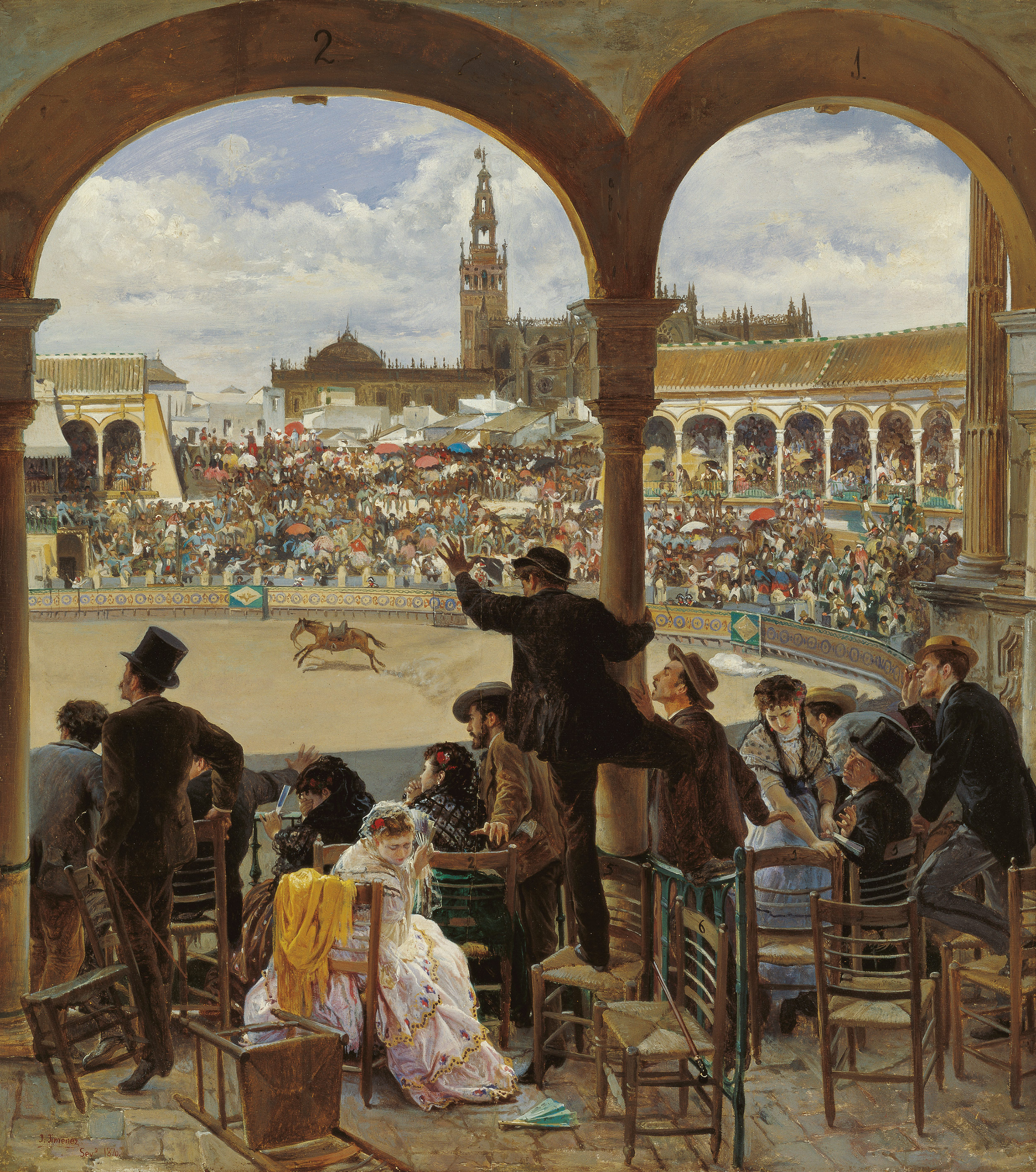
José Jiménez Aranda (1837-1903): La plaza de toros (1870)

Enrique Lafuente Ferrari organiza y diferencia la corriente costumbrista de la pintura romántica de la España isabelina en dos grandes grupos:
La escuela andaluza, incentivada por el "mito romántico" de España creado por los viajeros europeos del siglo XVIII y el XIX, y bien definida por la "escuela de los Bécquer", además de Manuel Cabral y Manuel Rodríguez de Guzmán, con un amplísimo catálogo de continuadores muy bien representado en el Museo de Bellas Artes de Sevilla y el Museo Carmen Thyssen Málaga.
La escuela de inspiración goyesca, menos contaminada por doctrinas y modas foráneas. «Lo que para los extranjeros supone una actitud, viene a ser para ellos [seguidores de Goya] una tradición». Este grupo se localiza geográficamente en Madrid, formando simbiosis cultural con el periodismo costumbrista de la capital de España. Lafuente propone la etiqueta "escuela romántica madrileña", con dos generaciones, la de José Elbo y Leonardo Alenza, y la continuadora con Eugenio Lucas, Lameyer y Antonio Pérez Rubio; todos ellos opuestos al arte oficial, disidentes antiacademicistas, pobres y, quizá como causa de ello, de breve vida.
En el aspecto técnico, Lafuente Ferrari obrserva el proceso de fusión del fragmentarismo literario, común en los cuadros de costumbres románticos, con el bocetismo pictórico (pintura de mancha y apunte), desembocando todo ello en un «género pintoresco, popular o imaginativo, antiacadémico y antipurista». Entre los precursores –todavía en el siglo xvii–, además de Goya, puede citarse a José Rivelles y sus "tipos napolitanos", o la facción sevillano-gaditana representada por Juan Rodríguez Jiménez "el Panadero", y Joaquín Fernández Cruzado.

### En el espectáculo y la dramaturgia

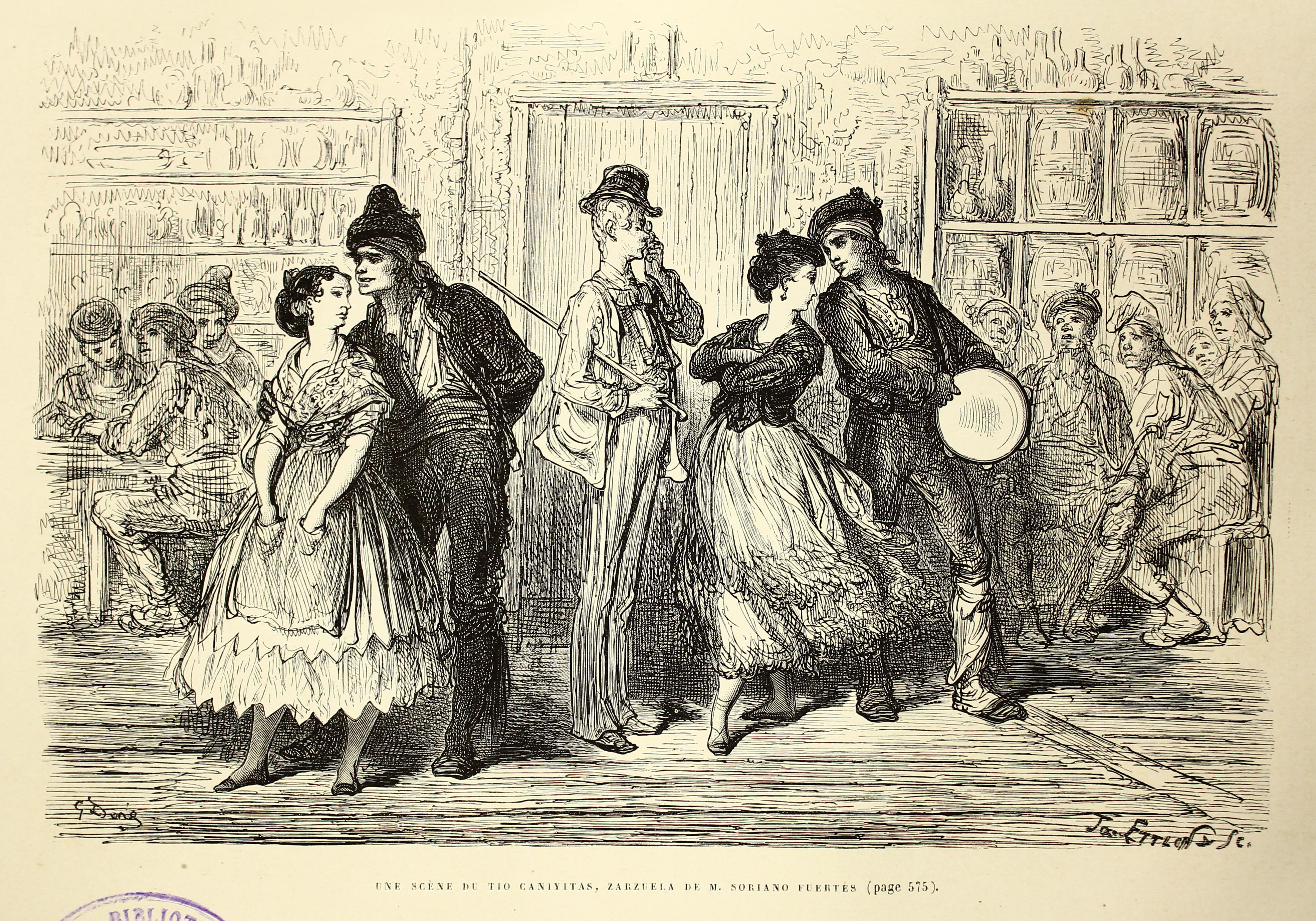
Grabado etiquetado como Une scène du Tio Caniyitas, zarzuela de M. Soriano Fuentes, ilustrando el libro L'Espagne, obra del Jean-Charles Davillier, ilustrada con 309 xilografías de Doré. Publicado en París por "Librairie Hachette", en 1874.

El costumbrismo, considerado por algunos como heredero castizo del entremés, apareció con mayor o menor intensidad y personalidad en la dramaturgia de autores románticos como Larra, Hartzenbusch, García Gutiérrez, Zorrilla, Patricio de la Escosura y Bretón de los Herreros.
Posteriormente, la dramaturgia romántica costumbrista tuvo diversa continuidad en la fórmula popular del teatro por horas, y se asentó en el género chico y la zarzuela creando cuadros especialmente brillantes que se llegarían a hacer muy populares. No solo en las obras dedicadas al casticismo y la manolería de la capital de España, sino también en zarzuelas ambientadas en otras regiones. Entre las primeras destaca el matiz costumbrista en La verbena de la Paloma o La Revoltosa (en el ámbito madrileño), y entre las segundas pueden mencionarse El caserío (ambientada en el País Vasco), El huésped del sevillano (en la ciudad de Toledo) o La rosa del azafrán (en La Mancha).
Esa línea tendrá continuidad en el siglo XX en las comedias costumbristas andaluzas de los hermanos Antonio y Manuel Machado o en los sainetes de los también hermanos Quintero y del alicantino afincado en Madrid Carlos Arniches.

### En la investigación
El estudio sistemático del folklore y las tradiciones populares, desarrollado de forma científica en la España decimonónica por eruditos como Agustín Durán, Antonio Machado Álvarez, Francisco Rodríguez Marín o Eusebio Vasco, abrió el interés académico por determinados campos comunes al costumbrismo. Así, se clasificaron tesoros de la tradición oral y muy diversos materiales de la lírica tradicional: cuentos, coplas, música, juegos, supersticiones y creencias, refranes, artesanía, gastronomía, ceremonias, ritos, tradiciones populares, fiestas, leyendas, canciones, bailes y romances populares.
De la posible influencia de estas investigaciones en la intelectualidad española y la afirmación del interés burgués por las distintas manifestaciones del costumbrismo pudo derivar más tarde la fórmula conocida como neopopularismo aplicada a autores de la Generación del 27 como Alberti o Lorca. No obstante, ya en el siglo xix se encuentran ejemplos de literatura dialectal, como el extremeño (José María Gabriel y Galán, Luis Chamizo), el bable o el "panocho".

### Viajeros por la España costumbrista
Desde finales del siglo XVIII y a lo largo del XIX, el mito de España atrajo a la península ibérica, territorio de paso además hacia África, a una serie de intelectuales, científicos y sobre todo escritores románticos, que acompañados de ilustradores, dibujantes y pintores llegarían a producir un rico e interesante legado iconográfico de la España mágica, la España Negra y la España monumental tan grata al pintoresquismo de moda en la época mencionada. La galería de artistas que pintaron la esencia del costumbrismo español contó con firmas como las de John Phillip, Doré, Constantin Meunier, Mauricio Rugendas, David Roberts o Alfred Dehodencq, entre muchos otros.

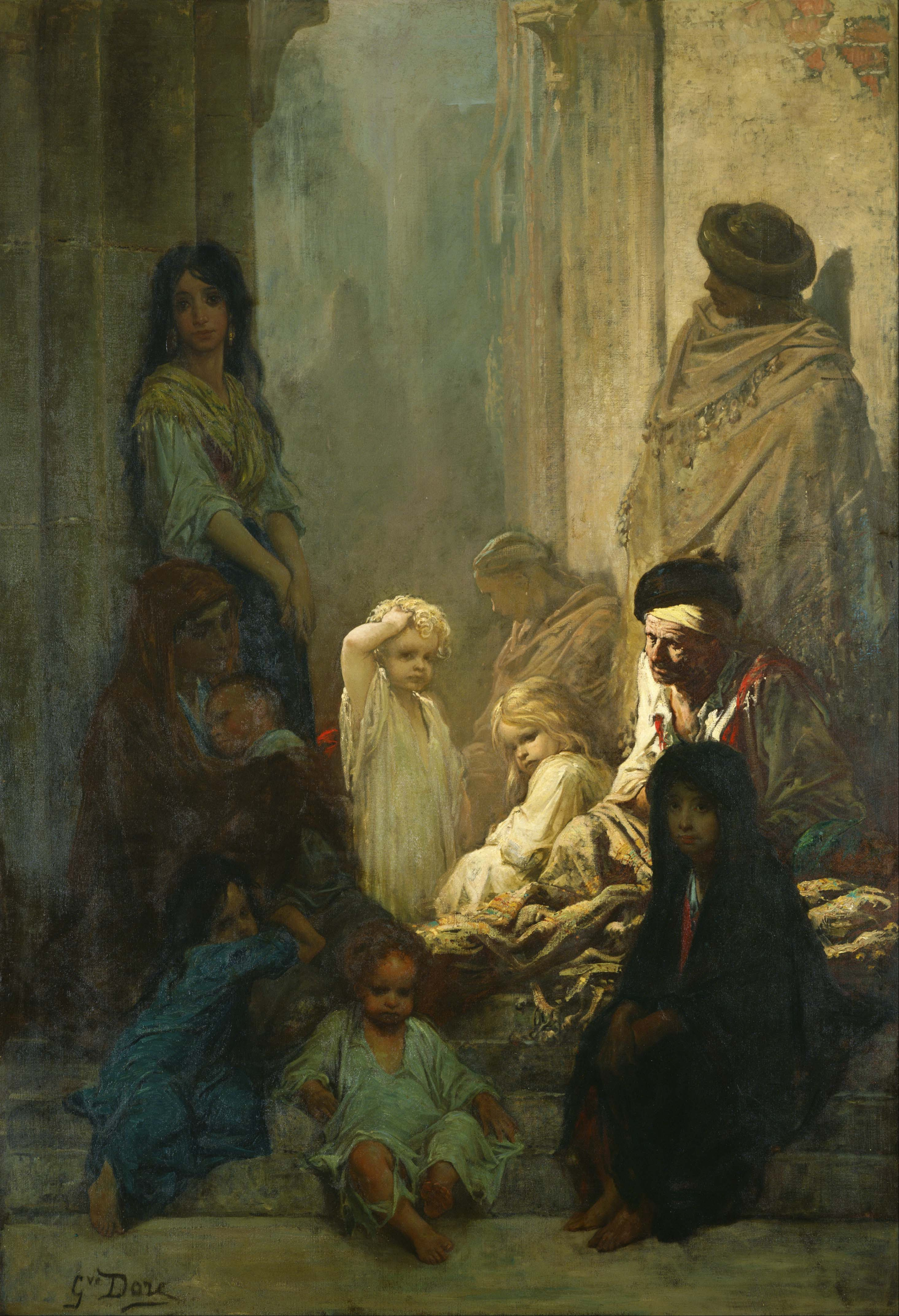
La siesta obra de Gustave Doré hacia 1868. Museo Nacional de Arte Occidental, Tokio.
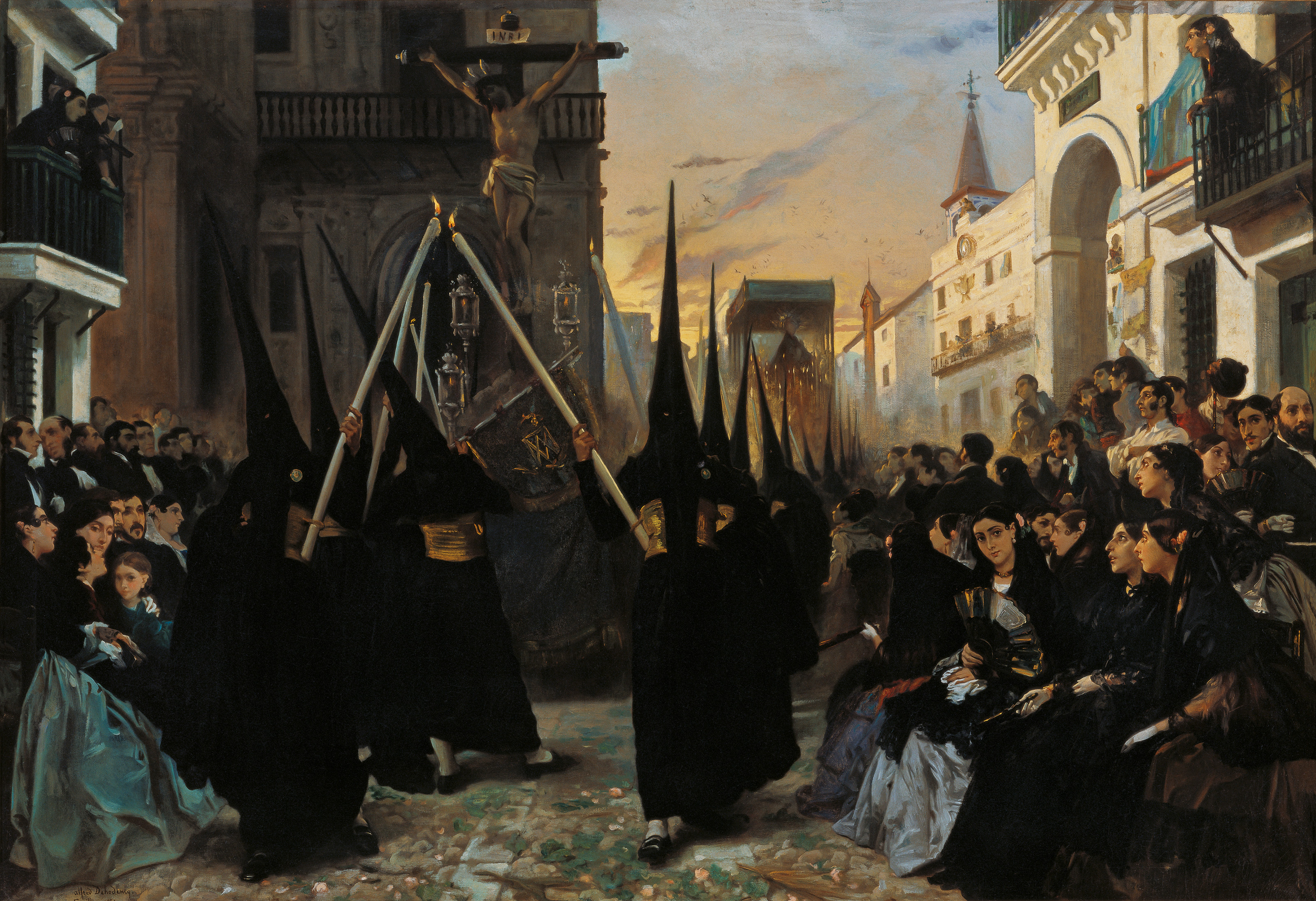
Procesión en la calle Génova (Sevilla), obra de Alfred Dehodencq en 1851. Museo Carmen Thyssen Málaga.
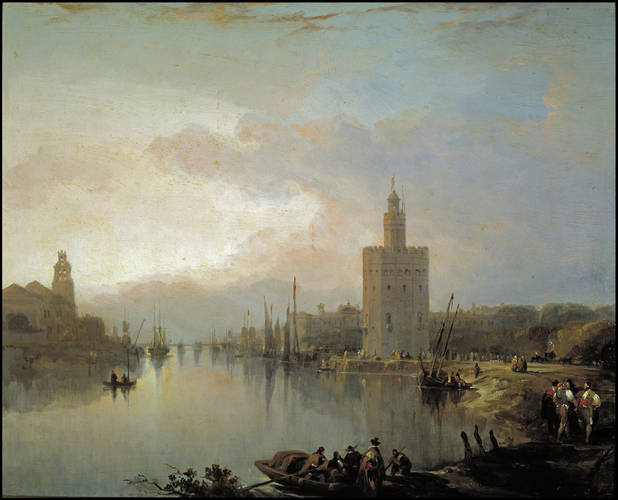
El Guadalquivir y la Torre del Oro vistos por David Roberts en 1832. Museo del Prado.
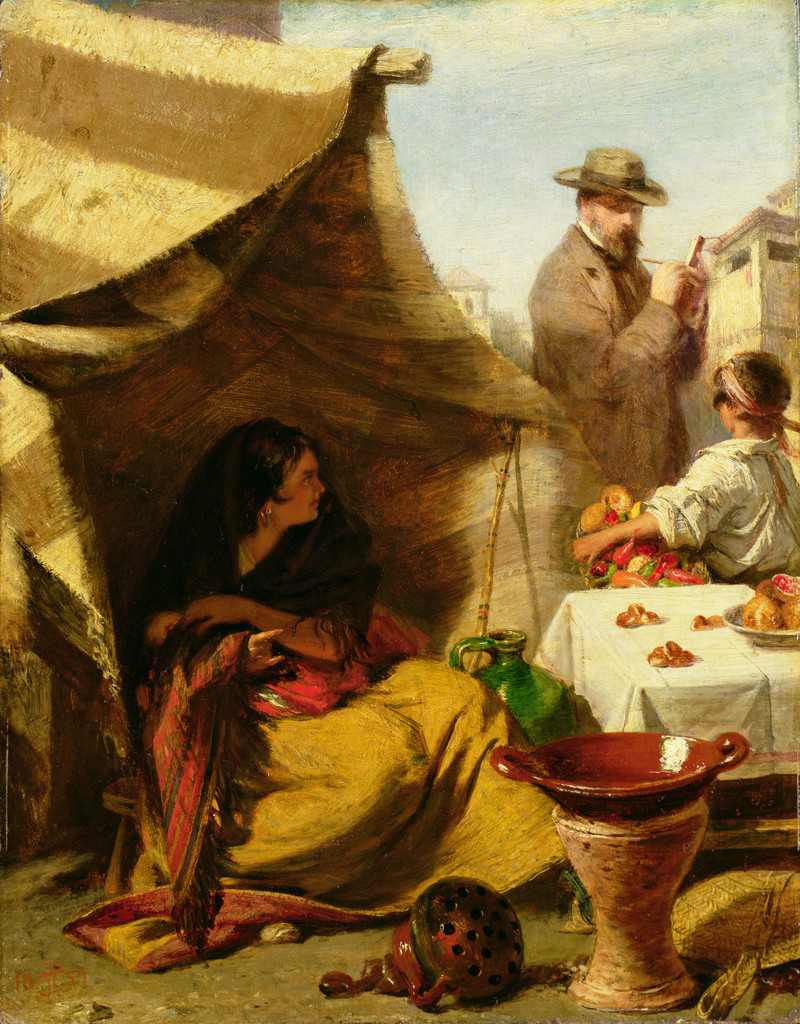
‘El mal de ojo’, autorretrato de John Phillip, ‘cronista gráfico’ en 1859. Stirling Smith Art Gallery and Museum.

### Continuidad del costumbrismo
Algunos estudios aceptan cierta continuidad de la temática costumbrista en la literatura y la pintura española e incluso en otras parcelas del arte. Más aceptada es la etiqueta costumbrismo en Hispanoamérica, donde el término aparece con frecuencia aplicado a manifestaciones artísticas nacionalistas y folclóricas, pero con escasa bibliografía sobre el tema y lejos quizá de los presupuestos románticos. En la pintura española del siglo XX "costumbrismo" y "género" se funden o se solapan mezclados con otros ismos, subgéneros y escuelas.
Se ha querido identificar el elemento costumbrista en el pintor y escritor expresionista José Gutiérrez Solana, pero con una mirada más crítica o satírica que pintoresca; así, por ejemplo, en su representación de la España más tenebrosa, que continuarían Darío de Regoyos en su trabajo La España negra y el modernista Isidre Nonell. También se ha relacionado con la obra de fondo simbolista de Julio Romero de Torres y con el noventayochismo folclórico de Ignacio Zuloaga. A caballo del costumbrismo más pesimista y en una línea propia y muy personal, se cataloga también una parcela importante de la obra periodística y literaria de Ramón Gómez de la Serna.
Esa posible línea no lúdica del costumbrismo en la primera mitad del siglo XX involuciona tras la guerra civil española hacia el tópico español barajado por los viajeros europeos del siglo XIX y localizándose en Andalucía. El vicio costumbrista, ya absolutamente desvirtuado de su contenido histórico, desembocó en el abuso de una imagen y unas consignas sintetizadas en el «typical spanish».
También se han estudiado las reminiscencias costumbristas en la generación del 98, como elemento de contraste en su búsqueda ideológica de la ‘España real’ frente a la ‘España oficial’. Así en Miguel de Unamuno cuando escribe De mi país (1903), o en Pío Baroja con Vitrina pintoresca (1935), o en sus trilogías vascas, al igual que en la obra de su hermano Ricardo Baroja. Aunque quizá el más firme en un continuismo costumbrista fue Azorín en su extensa y lírica composición de cuadros de costumbres, en obras como Los pueblos, Alma española o Madrid. Guía sentimental. Posteriormente se han estudiado posibles timbres costumbristas en autores como Camilo José Cela, Francisco Candel, Ramón Ayerra o Francisco Umbral.

## El costumbrismo en Hispanoamérica
En Hispanoamérica, el costumbrismo –o quizá habría que hablar de “los costumbrismos”– que emerge desde las clases criollas cultas, se asocia a un sentimiento de recuperación o creación de una identidad colectiva (el «volkgeist» de los románticos alemanes) que preludia actitudes cercanas al nacionalismo y el regionalismo. Así, la naturaleza del propio medio hizo que se consagrasen escritores pronto reconocidos con respeto como "el autor de cuadros costumbristas nacionales". Entre ellos, José María Vergara y Vergara en Colombia, Ricardo Palma en Perú, Rafael María Baralt o Juan Vicente González en Venezuela, José Joaquín Vallejo en Chile, o José Milla y Vidaurre en Guatemala.

### Argentina

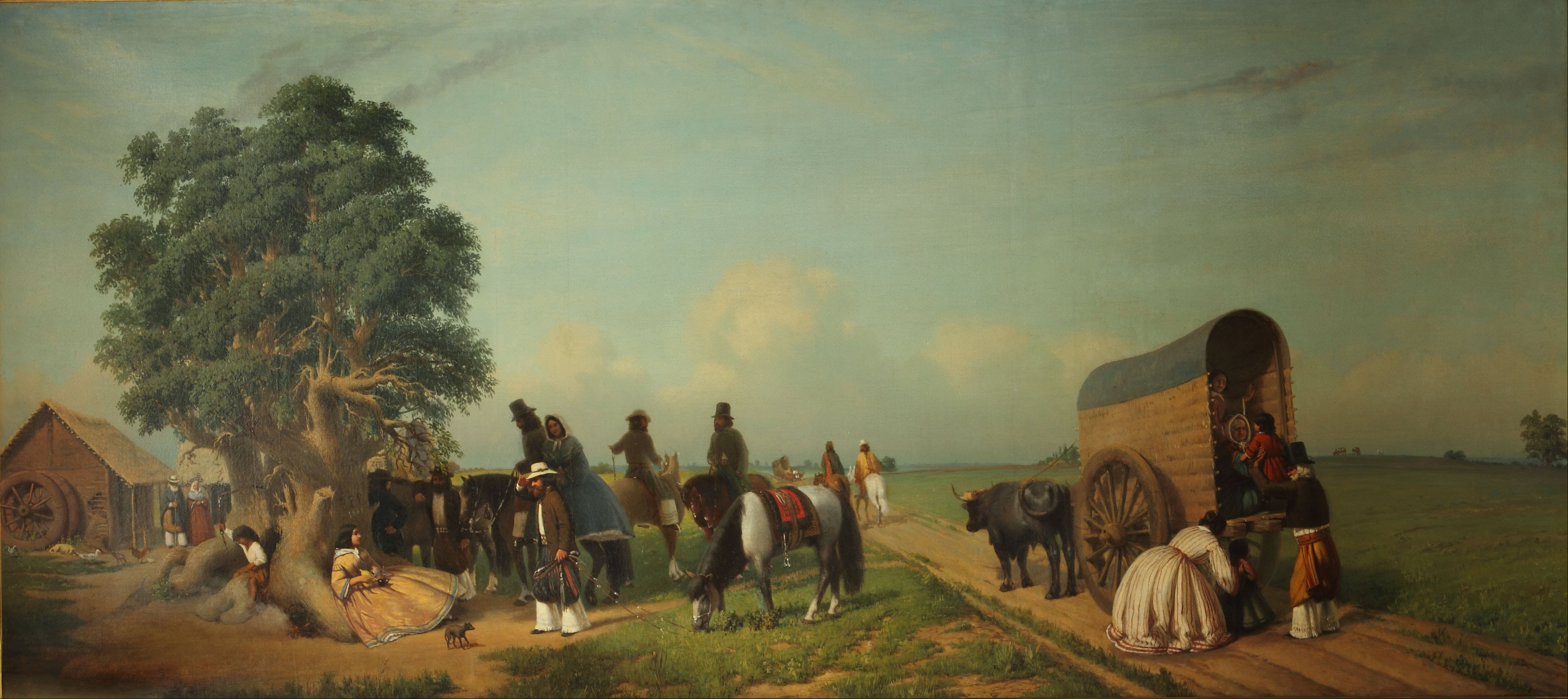
Un alto en el campo una escena de costumbres pintada por Prilidiano Pueyrredon en 1861.

Entre los maestros argentinos del costumbrismo cabe mencionar a Esteban Echeverría (1805-1851), Juan Bautista Alberdi (1810-1884), Domingo Faustino Sarmiento (1811-1888) y José Antonio Wilde (1813-1883). En la pintura, hay que destacar la obra de Prilidiano Pueyrredon. 

### Bolivia
Dentro de la literatura costumbrista boliviana se citan autores como: Julio Lucas Jaimes (1845-1914) y sus Crónicas Potosinas (1895), Lindaura Anzoátegui de Campero (1846-1898); Jaime Mendoza (1874-1938); Alcides Arguedas (1879-1946) y Armando Chirveches (1881-1926), entre otros.

### Chile
En la literatura chilena el máximo exponente de este género fue el escritor José Joaquín Vallejo, también destacando otros escritores como: Daniel Barros Grez (1834-1904) y Arturo Givovich (1855-1905).

### Colombia
A partir de supuestos antecedentes en la obra de Juan Rodríguez Freyle El carnero, cabe mencionar a autores del costumbrismo colombiano como José María Vergara y Vergara (1831–1872), José Manuel Groot (1800-1878), Eugenio Díaz (1803-1865), Ramón Torres Méndez (1809-1885), José Manuel Marroquín (1827-1908), o Jorge Isaacs (1837-1895), con su novela María, Adel López (1900-1989) .

### México
El costumbrismo mexicano aporta los nombres de José Joaquín Fernández de Lizardi (1776-1827), y su novela El Periquillo Sarniento (1816), José Tomás de Cuéllar (1830-1894), José López Portillo y Rojas (1850–1923), Rafael Delgado (1853-1914), Ángel del Campo (1868-1908) y Emilio Rabasa (1856-1930).

### Perú
Originado en Lima, se considera iniciador del costumbrismo peruano a Felipe Pardo y Aliaga (el satírico limeño) autor en 1829 de Frutos de la educación, y representante del colonialismo y anticriollismo. Frente a él se sitúa la obra de Manuel Ascencio Segura (el "padre del Teatro Nacional"), representante del criollismo, republicano y autor de piezas como Ña Catita o Las tres viudas (1862). si

### Uruguay
Las letras uruguayas incluyen costumbristas como Javier de Viana (1868-1926), Adolfo Montiel Ballesteros (1888-1971), Manuel Bernárdez (1867-1942) y Fernán Silva Valdés (1887-1975).

### Venezuela
El más importante representante del costumbrismo venezolano fue Fermín Toro (1807-1865), al que seguirían autores como Nicanor Bolet Peraza (1838-1906) y Pedro Emilio Coll (1872-1947).